# Niskajärvet (Junosuando socken, Norrbotten, 749368-178847)
Niskajärvet är en sjö i Pajala kommun i Norrbotten och ingår i Torneälvens huvudavrinningsområde.